# زغبورة بستانية
زغبورة بستانية (الاسم العلمي:Stigmella hortorum) هي نوع من الحشرات تتبع جنس الزغبورة من فصيلة السليلات.